# Захват
Захватът е бутането или свиването и захващането на определен предмет от елементите на ръката.

## Видове
Захватите според движенията на ръката (китка и пръсти) могат да бъдат разделени на две основни групи. 
- Нехватателни движения – при тях китка и пръсти са в постоянно активно движение – например, писане на компютър, чистене на ориз, свирене на музикален инструмент, бутане или държане на предмет и пр.
- Хватателни движения – при тях предмети с различна форма биват фиксирани от длан и пръсти. Авторът ги разделя на три подтипа – сграбчващи, върхови и странични.

### Сграбчващи
- цилиндричен – задържане на чаша – палец и пръсти не се застъпват при този захват.
- сферичен – задържане на топка или други сферични предмети.
- юмручен – пръстите обхващат тънък предмет и палеца лежи върху тях.
- тип кука – употреба само на дисталните фаланги без палец като за носене на чанта и пр.

### Върхови
- върхов – захват с палец и показалец (при задържане на игла, зърно, ядка) – терминална опозиция по J.Kapandji
- палмарен – захват – опозиция на палец с някой от II, III, IV пръст – субтерминална опозиция по J.Kapandji – задържане на молив, четка за рисуване и пр.

### Странични захвати
- ключов захват (субтермино-латерална опозиция по J.Kapandji) – задържане на ключ, монета, линия и пр. между пулпата на палеца и дисталните фаланги на показалеца.
- ножичен захват – предметът се задържа между страничните повърхности на два съседни пръста, например цигара или карти.